# Beverly Powers
Beverly Powers, auch bekannt als Miss Beverly Hills (* 7. August 1939 in Los Angeles, Kalifornien als Beverly Jean Montgomery), ist eine ehemalige US-amerikanische Burlesque-Tänzerin, Stripperin und Schauspielerin.

## Karriere
Powers trat bereits mit 17 Jahren als Tänzerin im Tropicana in Las Vegas auf und wurde später von dem Nachtclub-Besitzer Chuck Landis entdeckt. Dieser suchte einen Ersatz für die inhaftierte Candy Barr, die der Star verschiedener Burlesque-Shows war. Powers nahm den Künstlernamen Miss Beverly Hills an und wurde national als Nachtclub-Tänzerin bekannt. 1963 hatte sie ein Engagement im Largo Club am Sunset Strip, 1965 trat sie im Circle Star Theater in San Carlos auf.
Powers erschien auf den Covern verschiedener Zeitschriften und begann ab 1961, auch kleine Filmrollen zu übernehmen. Obwohl sie nur Nebenrollen spielte und im Abspann öfters nicht erwähnt wurde, kann sie Rollen in Filmen wie Tolle Nächte in Las Vegas, Schweden – Nur der Liebe wegen oder Der weiße Hai vorweisen. Besonders blieb sie durch ihren Auftritt als Stripperin in dem Filmklassiker Frühstück bei Tiffany in Erinnerung. Bis Ende der 1970er Jahre trat sie zudem in verschiedenen Unterhaltungs- und Fernsehsendungen wie Bronk auf. In einer Comedy-Show von Jack Benny trat sie 1964 auch als Sängerin in Erscheinung. Ihren letzten Fernsehauftritt hatte sie 1979 in Fantasy Island. Heute lebt Powers auf Maui, ihr Buch mit dem Titel Passing the Baton of Light: Saving a Family Tree erschien 2014.

## Filmografie (Auswahl)

### Film
- 1961: Frühstück bei Tiffany (Breakfast at Tiffany’s)
- 1963: Tu das nicht, Angelika (Critic’s Choice)
- 1963: Ruhe Sanft GmbH (The Comedy of Terrors)
- 1964: Die wilden Weiber von Tennessee (Kissin’ Cousins)
- 1964: Tolle Nächte in Las Vegas (Viva Las Vegas)
- 1964: Prinzgemahl im Weißen Haus (Kisses for My President)
- 1965: Schweden – Nur der Liebe wegen (I’ll Take Sweden)
- 1965: Die Welt der Jean Harlow (Harlow)
- 1965: Tod in Hollywood (The Loved One)
- 1968: Die sechs Verdächtigen (The Power)
- 1968: Speedway
- 1969: Killer Cain (More Dead Than Alive)
- 1971: Der Cowboy (J W Coop)
- 1973: Invasion of the Bee Girls
- 1975: Der weiße Hai (Jaws)

### Fernsehen
- 1962: Chicago 1930 (The Untouchables)
- 1964: Auf der Flucht (The Fugitive)
- 1966: Hoppla Lucy! (The Lucy Show)
- 1966: Perry Mason
- 1966–1970: The Red Skelton Show
- 1973: Twen-Police
- 1973: Barnaby Jones
- 1975: McMillan & Wife